# Lucas Leiva
Lucas Pezzini Leiva występujący jako Lucas (ur. 9 stycznia 1987 w Dourados) – brazylijski piłkarz, który występował na pozycji pomocnika. W latach 2007–2013 reprezentant Brazylii. W swojej karierze występował w takich klubach jak: Liverpool, S.S Lazio i Grêmio.

## Kariera
Rok 2006 był dla Lucasa przełomowy. Poprowadził Grêmio do finału Copa Libertadores oraz otrzymał powołanie do pierwszej reprezentacji.
Wygrał z Brazylią w kategorii do lat 20 Mistrzostwa Ameryki Południowej oraz pomógł klubowi w udanym początku do nowego sezonu.
Grêmio zasłynęło w ostatnich latach z wychowywania młodych talentów podobnie jak miejscowy Internacional, który miał w swoich szeregach między innymi Alexandre Pato. Grêmio może pochwalić się takimi zawodnikami jak Ronaldinho i Anderson. Obaj piłkarze mają podobny styl, jednak Lucas oferuje zupełnie inne możliwości.

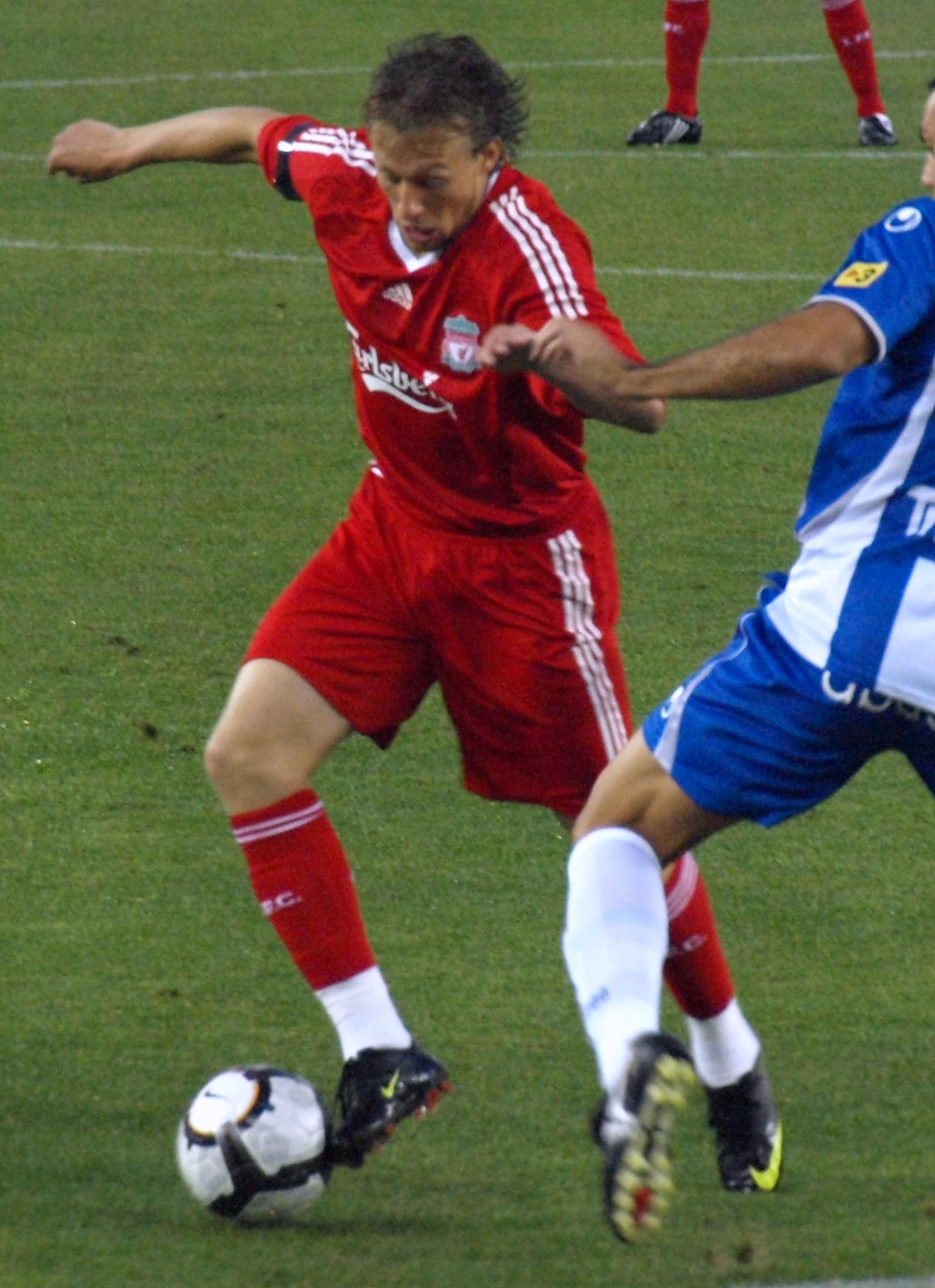
Lucas w sezonie 2009/2010

Przeważnie gra jako defensywny pomocnik, a jego atutami jest odbiór piłki i krycie. Jego zadania skupiają się przeważnie na rozbijaniu ataków przeciwnika. Lucas posiada również dobre podania i grę z pierwszej piłki.
Pod koniec roku 2006 pomógł Grêmio zdobyć Campeonato Gaúcho, czyli ligę brazylijską stanu Rio Grande do Sul. Na swoje nazwisko zapracował również zdobywając trzecie miejsce w lidze brazylijskiej w 2006.
Pomimo swoich osiągnięć na Mistrzostwa Ameryki Południowej do lat 20 pojechał w cieniu Alexandre Pato, chociaż jego znaczenie okazało się równie ważne. W dodatku Lucas na turnieju strzelił cztery bramki, w tym z Argentyną i Kolumbią.
Lucas miał również poprowadzić reprezentację na Mistrzostwach Świata do lat 20 w Kanadzie, jednak kontuzja spowodowała wycofanie jego nazwiska z kadry.
13 maja 2007 Liverpool F.C. potwierdził pozyskanie brazylijskiego pomocnika za 5 mln funtów.
W 2008 roku został powołany do kadry U-23 prowadzonej przez Carlosa Dungę na Igrzyska Olimpijskie w Pekinie, gdzie razem z reprezentacją Brazylii zdobył brązowy medal.
29 listopada 2011 roku, w meczu ćwierćfinałowym Pucharu Ligi Angielskiej przeciwko Chelsea Lucas odniósł kontuzję przednich więzadeł krzyżowych, która wykluczyła go z gry do końca sezonu 2011/2012. Pechowa dla Brazylijczyka kampania zakończyła się triumfem Liverpoolu w finale Puchar Ligi Angielskiej.
17 marca 2023 roku zakończył piłkarską karierę.

## Statystyki kariery
Aktualne na dzień 15 maja 2019 r.
| 2005               | Grêmio             | Série B            | 3   | 0 | 0  | 0 | 0  | 0 | –  | – | –  | – | 3   | 0  |
| 2006               | Grêmio             | Série A            | 32  | 4 | 16 | 0 | 4  | 1 | –  | – | –  | – | 52  | 5  |
| 2007               | Grêmio             | Série A            | 3   | 0 | 9  | 2 | 0  | 0 | –  | – | 8  | 1 | 20  | 3  |
| 2007/08            | Liverpool          | Premier League     | 18  | 0 | –  | – | 4  | 1 | 3  | 0 | 7  | 0 | 32  | 1  |
| 2008/09            | Liverpool          | Premier League     | 25  | 1 | –  | – | 2  | 0 | 2  | 1 | 10 | 1 | 39  | 3  |
| 2009/10            | Liverpool          | Premier League     | 35  | 0 | –  | – | 2  | 0 | 0  | 0 | 13 | 1 | 50  | 1  |
| 2010/11            | Liverpool          | Premier League     | 33  | 0 | –  | – | 1  | 0 | 1  | 0 | 12 | 1 | 47  | 1  |
| 2011/12            | Liverpool          | Premier League     | 12  | 0 | –  | – | 0  | 0 | 3  | 0 | –  | – | 15  | 0  |
| 2012/13            | Liverpool          | Premier League     | 26  | 0 | –  | – | 1  | 0 | 0  | 0 | 4  | 0 | 31  | 0  |
| 2013/14            | Liverpool          | Premier League     | 27  | 0 | –  | – | 1  | 0 | 1  | 0 | –  | – | 29  | 0  |
| 2014/15            | Liverpool          | Premier League     | 20  | 0 | –  | – | 3  | 0 | 5  | 0 | 4  | 0 | 32  | 0  |
| 2015/16            | Liverpool          | Premier League     | 27  | 0 | –  | – | 1  | 0 | 5  | 0 | 7  | 0 | 40  | 0  |
| 2016/17            | Liverpool          | Premier League     | 24  | 0 | –  | – | 3  | 1 | 4  | 0 | –  | – | 31  | 1  |
| 2017/18            | S.S. Lazio         | Serie A            | 36  | 2 | –  | – | 4  | 0 | –  | – | 8  | 2 | 48  | 4  |
| 2018/19            | S.S. Lazio         | Serie A            | 26  | 0 | –  | – | 5  | 0 | –  | – | 4  | 0 | 35  | 0  |
| Łącznie w karierze | Łącznie w karierze | Łącznie w karierze | 347 | 7 | 25 | 2 | 31 | 3 | 24 | 1 | 77 | 6 | 504 | 19 |

## Sukcesy

### Gremio
- Serie B: 2004/2005

### Liverpool FC
- Puchar Ligi Angielskiej: 2012

### S.S. Lazio
- Superpuchar Włoch: 2017
- Puchar Włoch: 2018/2019